# Tilburg
Tilburg (Ndl.: [ˈtɪlbʏr(ə)x] anhörenⓘ) ist eine Gemeinde in den Niederlanden, Provinz Noord-Brabant. Die Gemeinde umfasst die Stadt Tilburg und die Dörfer Udenhout, Berkel-Enschot und Biezenmortel. Die Gesamtfläche der Gemeinde beträgt etwa 128 km². Die Einwohnerzahl des schnell wachsenden Orts lag am 1. Januar 2025 bei 230.359.

## Lage und Kultur
Tilburg liegt in der Mitte der Provinz, zwischen Breda im Westen und ’s-Hertogenbosch und Eindhoven im Osten. Von diesen Städten führen Auto- und Eisenbahnen sowie Kanäle für die Binnenschifffahrt nach Tilburg.
Tilburg hat eine vielseitige Industrie, unter anderem Chemie, Foto- und Bürobedarf (Fuji), Druckereien und einen großen Schlachthof. Im Dienstleistungsbereich sind der Hauptsitz einer Bank und zweier großer Versicherungsgesellschaften (Interpolis, CZ Groep) zu nennen. Dazu gibt es noch viele kleinere Unternehmen aller Art.
Tilburg hat eine Universität, eine wichtige Musik- und mehrere andere Fachhochschulen.

## Geschichte
Tilburg entstand spätestens im 11. Jahrhundert aus etwa acht kleinen Dörfern, im Brabanter Dialekt „herdgangen“ genannt. Die alten Dorfkerne sind noch in den Namen von Stadtvierteln wiederzuerkennen, wie de Heuvel, ‘t Heike, Korvel, Veldhoven, Broekhoven, Oerle, Hasselt und ‘t Goirke. Erst 1809 erhielt Tilburg durch königlichen Beschluss Stadtrechte. Im Jahr 1997 erweiterte sich das Gemeindegebiet der Stadt um die vormalig selbständigen Gemeinden Berkel-Enschot und Udenhout. Seit dem 1. Januar 2021 ist das Dorf Biezenmortel ebenso Teil der Gemeinde Tilburg.
Um 1600 fing man an, die Wolle der vielen Schafe in der weiten Umgebung zentral in Manufakturen, nach 1850 in Fabriken zu verarbeiten. Im frühen 20. Jahrhundert gab es in Tilburg zahlreiche Wolle- und Textilfabriken, neben Enschede und Hengelo war die Stadt einer der bedeutendsten Standorte in den Niederlanden.
Für den Produktionsvorgang in der Textilindustrie wurde von etwa 1600 bis 1840 menschlicher Urin benötigt. Die Tilburger Arbeiter mussten den Harn dazu in Tonkrügen aufbewahren und mit zur Arbeit nehmen. Das brachte den Tilburgern den Spottnamen „Kruikenzeikers“ (Krugpisser) ein.
Der niederländische König Wilhelm II. schätzte Tilburg sehr. Er machte es sogar vorübergehend zur Residenz, indem er 1847 hier einen Palast erbauen ließ. Das weiße Gebäude ist heute Teil des Rathauskomplexes. Ihm zu Ehren wurde der lokale Fußballverein 1897 in Willem II umbenannt; seine Spielstätte heißt seit 2009 Koning Willem II Stadion.
Im 20. Jahrhundert ersetzten andere Industriebetriebe die Zigarren- und Textilindustrie. In den 1980er Jahren überstieg die Arbeitslosigkeit sogar 20 %. Der Strukturwandel führte dann aber zum jetzt immer noch dauernden Wachstum der Stadt. Dies ging einher mit einer Veränderung in der Stadtverwaltung, als „Tilburger Modell“ in Fachkreisen bekannt: eine Verwaltung wie einen Betrieb zu führen.

## Wirtschaft und Infrastruktur
Seit 1993 hat Tilburg drei Hochhäuser entlang der Bahnlinie westlich und östlich des Hauptbahnhofes gebaut, die im niederländischen Maßstab als Wolkenkratzer angesehen werden: zum einen die Hauptverwaltung der Versicherung Interpolis und der „Westpoint“-Wohnturm (143 m hoch, kurzzeitig war er das höchste Hochhaus der Niederlande), zum anderen ergänzte 2006 der Wohnturm „De Stadsheer“ das Stadtbild.
Seit den 1960er Jahren profilierte sich die Stadt als „Herz von Brabant“. Mit den Reformen in der Verwaltung änderte sich der Slogan zu „Tilburg, moderne Industriestadt“. Inzwischen besteht der Slogan schlicht aus einem unifarbenen Quadrat mit einem weißen „T“ in der Mitte.
Tesla Motors – der weltgrößte Automobilkonzern, der ausschließlich Elektroautos baut – hat in Tilburg ein Werk für den europäischen Markt errichtet, in dem die in den USA vorproduzierten Teile montiert werden.
Ein beliebter Kräuterlikör ist der in Tilburg hergestellte Schrobbelèr.

## Sport
Die Tilburg Trappers sind ein Eishockey-Verein, der seit der Saison 2015/16 in der deutschen Oberliga-Nord spielt. Der Fußballverein Willem II trägt seine Heimspiele im 14.750 Zuschauer fassenden König-Wilhelm-II.-Stadion aus. Der langjährige Erstligist spielt in der Saison 2023/24 zweitklassig.

## Sehenswürdigkeiten
- Niederländisches Textilmuseum (Nederlands Textielmuseum) mit vielen erhaltenen Maschinen, ein Ankerpunkt der Europäischen Route der Industriekultur (ERIH)
- Museum für Schreibwaren, Schreibmaschinen und Büroeinrichtung Scryption
- De Pont Museum voor Hedendaagse Kunst
- Safaripark Beekse Bergen wenige Kilometer südöstlich in der Nachbargemeinde Hilvarenbeek
- Freizeitpark Efteling nördlich der Stadt
- 013, benannt nach der Telefonvorwahl von Tilburg, ein in den ganzen Niederlanden bekanntes Zentrum für Musik.[3] Viele bekannte Bands und Artisten treten hier gerne auf.
- Trappistenabtei Unsere Liebe Frau von Koningshoeven, deren Mönche u. a. eine Brauerei (La Trappe) betreiben.
- Ehemaliges Wohnhaus der Familie Weil. Die von dem Architekten Ad Grimmon gebaute Villa wird in Tilburg auch „t Witte Huis“ genannt und gilt als „das reinste Beispiel für neue Sachlichkeit“ in der Stadt. Seit 2002 ist die Villa ein Nationaldenkmal.[4] Max Weil, der Eigentümer der Villa, leitete die niederländische Niederlassung der Firma Adler & Oppenheimer. Im Mai 1940 besetzten Wehrmacht-Truppen die Niederlande. Ab dem 14. Juli 1941 deportierten sie systematisch Juden via Durchgangslager Westerbork nach Osten – vorgeblich für den Arbeitseinsatz in Lagern in Deutschland, tatsächlich aber in Vernichtungslager. Max Weil und seine Frau Jeanne flohen 1941 in die USA.[4]

## Galerie

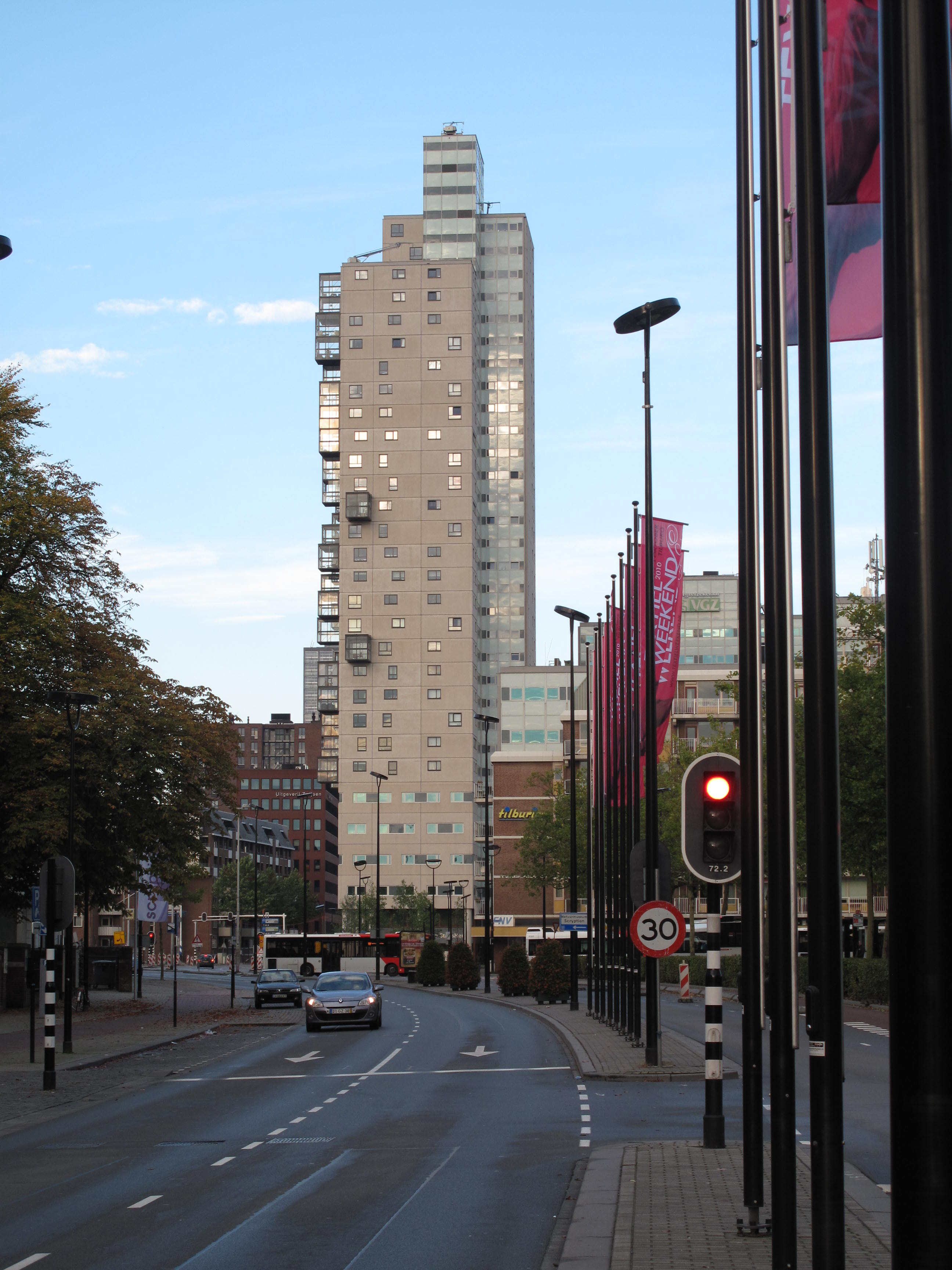
Tilburg, modernes Hochhaus
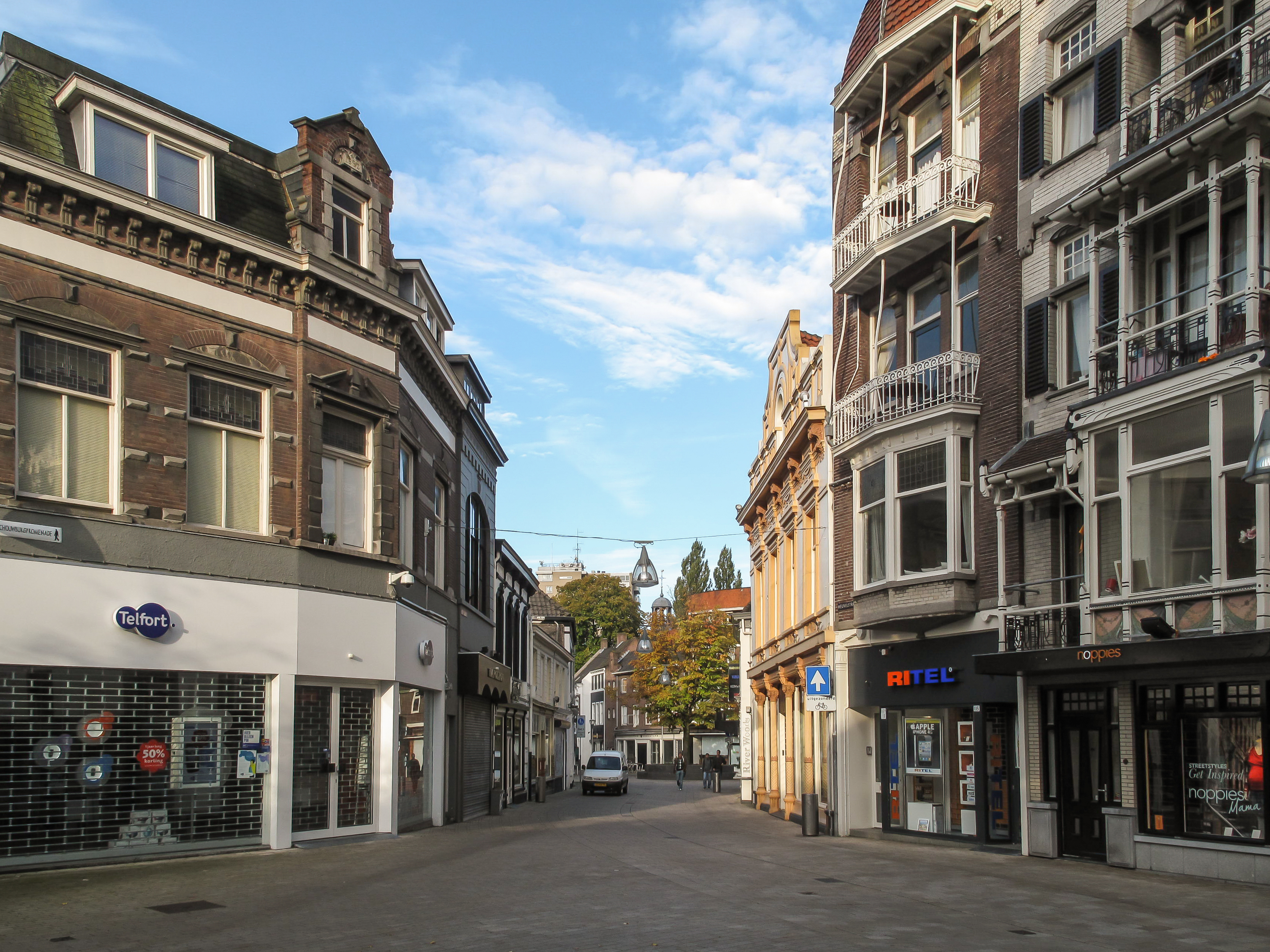
Tilburg, Straße
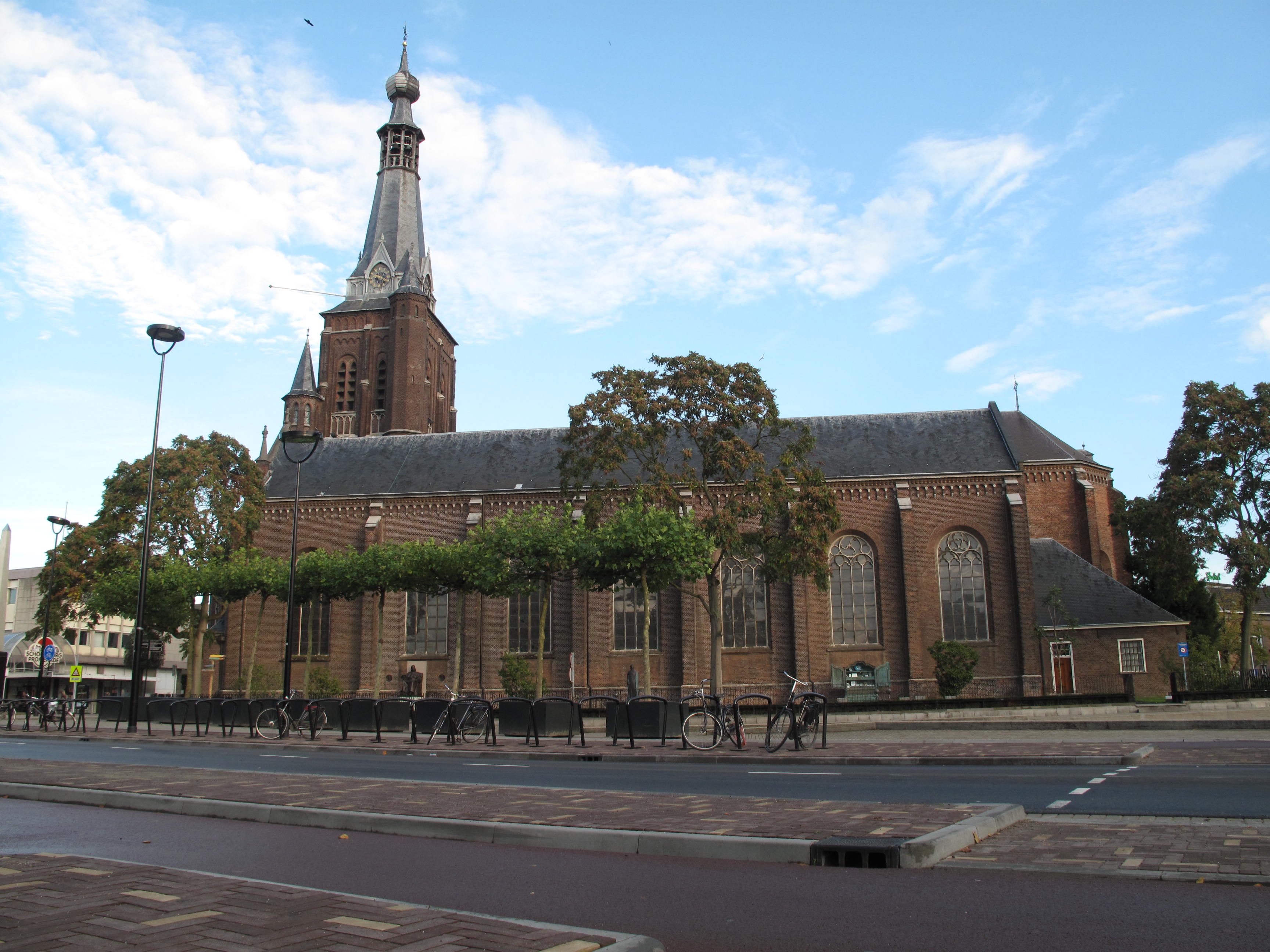
Tilburg, Kirche
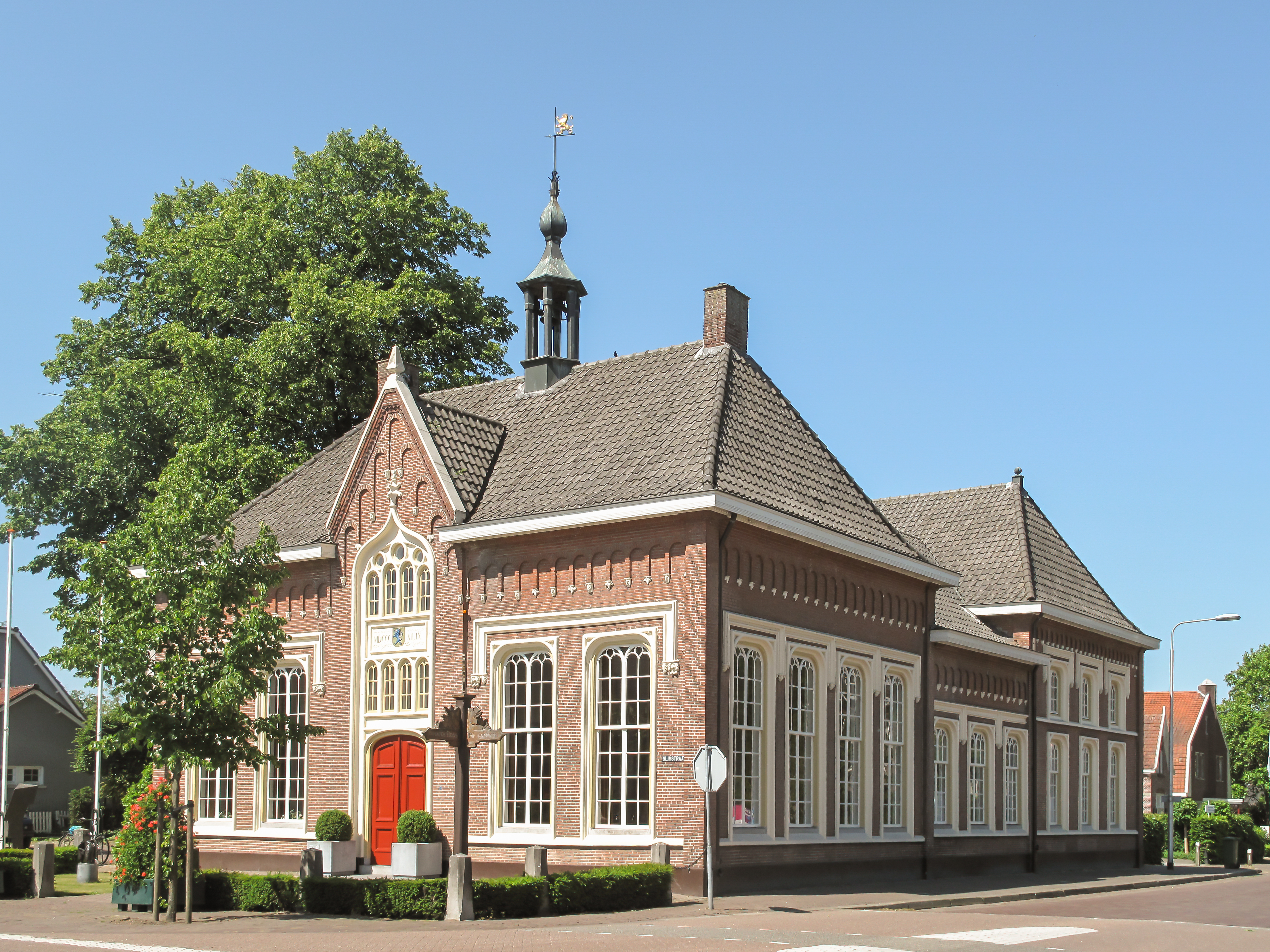
Udenhout, früheres Rathaus
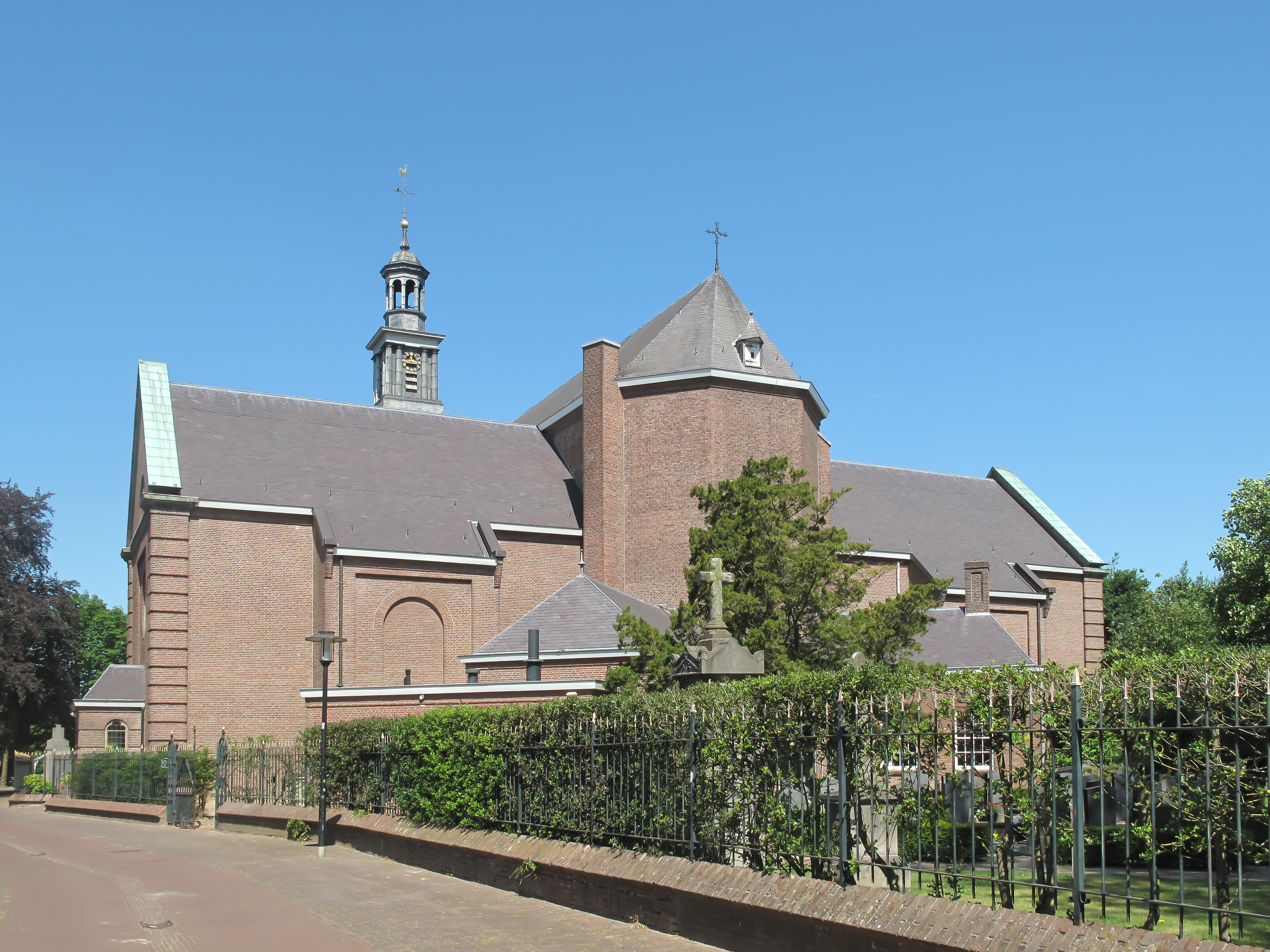
Udenhout, Kirche: Sint Lambertuskerk
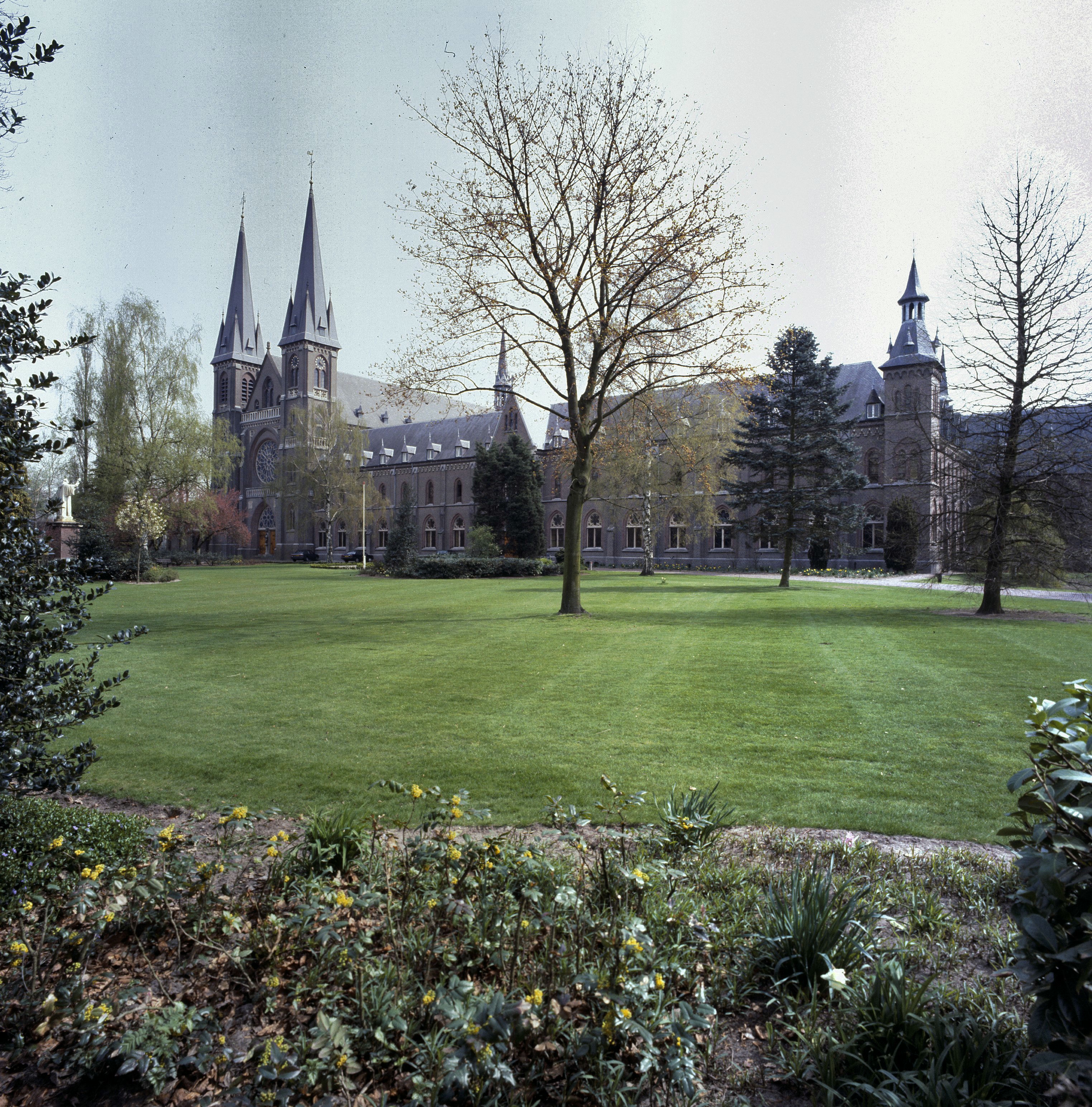
Abtei Koningshoeven

## Veranstaltungen
- Das internationale Festival Incubate (vor 2009 ZXZW) findet jedes Jahr im September statt.
- Jedes Jahr im Juli findet in Tilburg etwa zehn Tage lang die größte Kirmes der Niederlande statt.
- Im September finden im Stadtzentrum die Tilburg Ten Miles statt, ein Straßenlauf mit internationaler Beteiligung über zehn englische Meilen.
- Im April findet im o. g. „013“ sowie im benachbarten „Het Patronaat“ jährlich das Roadburn Festival statt.
- Seit 2019 findet am jeweils letzten August-Wochenende bzw. ersten Wochenende des Septembers der zuvor in Breda beheimatete Tag der Rothaarigen statt.

## Politik
Die grüne Partei GroenLinks gewann die letzte Kommunalwahl im Jahr 2022 mit einem Fünftel der abgegebenen Stimmen und konnte damit die rechte Lokalpartei Lijst Smolders Tilburg als Wahlsieger beerben.

### Gemeinderat
Seit 1982 setzt sich der Gemeinderat von Tilburg wie folgt zusammen:
| Partei                        | Sitze a | Sitze a | Sitze a | Sitze a | Sitze a | Sitze a | Sitze a | Sitze a | Sitze a | Sitze a | Sitze a | Sitze a |
| Partei                        | 1982    | 1986    | 1990    | 1994    | 1996 b  | 1999    | 2002    | 2006    | 2010    | 2014    | 2018    | 2022    |
| ----------------------------- | ------- | ------- | ------- | ------- | ------- | ------- | ------- | ------- | ------- | ------- | ------- | ------- |
| GroenLinks                    | –       | –       | 4       | 4       | 4       | 5       | 4       | 3       | 4       | 4       | 6       | 10      |
| D66                           | 2       | 1       | 3       | 5       | 3       | 2       | 1       | 1       | 5       | 9       | 9       | 7       |
| Lijst Smolders Tilburg        | –       | –       | –       | –       | –       | –       | –       | 5       | –       | 5       | 10      | 6       |
| VVD                           | 7       | 4       | 3       | 4       | 5       | 8       | 7       | 4       | 7       | 5       | 6       | 5       |
| 50PLUS                        | –       | –       | –       | –       | –       | –       | –       | –       | –       | –       | 2       | 3       |
| PvdA                          | 7       | 13      | 8       | 6       | 5       | 7       | 7       | 11      | 11      | 5       | 2       | 3       |
| SP                            | 1       | 1       | 2       | 3       | 4       | 3       | 3       | 5       | 4       | 6       | 4       | 2       |
| PvdD                          | –       | –       | –       | –       | –       | –       | –       | –       | –       | –       | –       | 2       |
| CDA                           | 15      | 14      | 15      | 10      | 10      | 9       | 9       | 7       | 6       | 5       | 4       | 2       |
| Lokaal Tilburg                | –       | –       | –       | –       | –       | –       | –       | –       | –       | –       | 1       | 2       |
| ONS Tilburg                   | –       | –       | –       | –       | –       | –       | –       | –       | –       | –       | –       | 1       |
| Voor Tilburg c                | –       | –       | –       | –       | –       | –       | –       | –       | 1       | 1       | 1       | 1       |
| FvD                           | –       | –       | –       | –       | –       | –       | –       | –       | –       | –       | –       | 1       |
| VSP d                         | –       | –       | –       | –       | –       | –       | –       | –       | 1       | 1       | 0       | –       |
| Ouderen Politiek Actief       | –       | –       | –       | –       | –       | –       | –       | –       | –       | 1       | 0       | –       |
| Tilburgse Volkspartij         | –       | –       | –       | –       | –       | –       | –       | 1       | 3       | 2       | –       | –       |
| TROTS                         | –       | –       | –       | –       | –       | –       | –       | –       | 3       | 1       | –       | –       |
| Algemeen Belang               | –       | –       | –       | –       | 4       | 3       | 4       | 1       | –       | –       | –       | –       |
| Tilburgse Ouderen- partij d e | 1       | 1       | 3       | 4       | 4       | 2       | 4       | 1       | –       | –       | –       | –       |
| Centrum Democraten            | –       | –       | 0       | 2       | 0       | –       | –       | –       | –       | –       | –       | –       |
| Sport & Welzijn ’86           | –       | 1       | 1       | 1       | –       | –       | –       | –       | –       | –       | –       | –       |
| Partij Midden- Brabant        | 1       | 1       | 0       | –       | –       | –       | –       | –       | –       | –       | –       | –       |
| PSP                           | 3       | 3       | –       | –       | –       | –       | –       | –       | –       | –       | –       | –       |
| PPR                           | 1       | 3       | –       | –       | –       | –       | –       | –       | –       | –       | –       | –       |
| CPN                           | 1       | 3       | –       | –       | –       | –       | –       | –       | –       | –       | –       | –       |
| Gesamt                        | 39      | 39      | 39      | 39      | 39      | 39      | 39      | 39      | 45      | 45      | 45      | 45      |

- SP: 2
- PvdD: 2
- PvdA: 3
- GL: 10
- D66: 7
- 50PLUS: 3
- Lijst Smolders Tilburg: 6
- Lokaal Tilburg: 2
- ONS Tilburg: 1
- Voor Tilburg: 1
- VVD: 5
- CDA: 2
- FvD: 1

Anmerkungen

### Städtepartnerschaften
Tilburg listet sieben Partnerstädte auf:
| Stadt          | Land                | Art                       |
| -------------- | ------------------- | ------------------------- |
| Changzhou      | Volksrepublik China | wirtschaftlich            |
| Emfuleni       | Südafrika           | politisch                 |
| Lublin         | Polen               | politisch, seit 1996      |
| Matagalpa      | Nicaragua           | politisch, seit 1988      |
| Minamiashigara | Japan               | wirtschaftlich, seit 1989 |
| Same           | Tansania            | politisch                 |
| Subotica       | Serbien             | unbelegt                  |

## Söhne und Töchter der Stadt
- Gerard van Spaendonck (1746–1822), Maler und Graveur
- Adriaan de Lelie (1755–1820), Maler und Zeichner
- Henriëtte Geertruida Knip (1783–1842), Malerin und Zeichnerin
- George Willem Vreede (1809–1880), Rechtswissenschaftler und Rechtshistoriker
- Franciscus Cornelis Donders (1818–1889), Physiologe und Wegbereiter auf dem Gebiet der Augenheilkunde
- Jacobus Cornelis Bloem (1822–1902), Politiker
- Francis Janssens (1843–1897), Erzbischof von New Orleans
- Franziskus Albert Janssens (1881–1950), Theologe, Generalabt des Zisterzienserordens
- Coba Pulskens (1884–1945), Widerstandskämpferin im Zweiten Weltkrieg
- Jan Pijnenburg (1906–1979), Radrennfahrer
- Suze Arts (1916–1991), Aufseherin im KZ Herzogenbusch
- Tarsicius Jan van Bavel (1923–2007), katholischer Theologe
- Jan van Roessel (1925–2011), Fußballnationalspieler
- Frits Louer (1931–2021), Fußballspieler
- Maria Csollány (1932–2018), Übersetzerin in Deutschland
- Leo Coehorst (* 1938), Radrennfahrer
- Amelia Louer (1942–2021), Leichtathletin
- Cas Janssens (1944–2024), Fußballspieler
- Cees Zoontjens (1944–2011), Radrennfahrer
- Marianne Penz-van Stappershoef (* 1945), österreichische Kulturmanagerin
- Suzie (Martina Carina Peereboom) (1946–2008), Sängerin
- Gerard Willems (* 1946), Pianist
- Theo van de Sande (* 1947), Kameramann
- Bart Taminiau (* 1947), Hockeyspieler
- Henk Krol (* 1950), Politiker und Journalist
- Maggie MacNeal (* 1950), Sängerin
- Martin Venix (* 1950), Bahnradsportler
- Wil van Helvoirt (* 1952), Radrennfahrer
- Marijke Amado (* 1954), Moderatorin
- Lex Bos (* 1957), Hockeyspieler
- Marijn Dekkers (* 1957), Manager, Vorstandsvorsitzender der Bayer AG
- Chris Abelen (* 1959), Jazzposaunist
- Leonard Retel Helmrich (1959–2023), niederländisch-indonesischer Regisseur und Dokumentarfilmer
- Ruud Janssen (* 1959), Maler
- Jacques Palinckx (* 1959), Jazz- und Fusionmusiker
- Jean-Paul van Poppel (* 1962), Radrennfahrer
- Hans Leijtens (* 1963), Polizeioffizier und Verwaltungsbeamter, Chef der EU-Grenzschutzagentur Frontex
- Ron van den Hout (* 1964), römisch-katholischer Geistlicher, Bischof von Roermond
- Richard Rijnvos (* 1964), Komponist
- Bas Rutten (* 1965), Kampfsportler
- Ageeth Boomgaardt (* 1972), Hockeyspielerin
- Sjoerd Potters (* 1974), Politiker
- Gerben de Knegt (* 1975), Radrennfahrer
- Stef Clement (* 1982), Radrennfahrer
- Floortje Engels (* 1982), Hockeyspielerin
- Peter van Biezen (* 1983), Eishockeyspieler
- Floris Evers (* 1983), Hockeyspieler
- Willem Jan Thijssen (* 1986), Fußballspieler
- Marieke Westenenk (* 1987), Schauspielerin und Sängerin
- Levi van Huijgevoort (* 1987), Künstler
- Bram Stadhouders (* 1987), Jazz- und Improvisationsmusiker
- Margot van Geffen (* 1989), Hockeyspielerin
- Jasper Stadhouders (* 1989), Jazz- und Improvisationsmusiker
- Lars Hutten (* 1990), Fußballspieler
- Benito van de Pas (* 1993), Dartspieler
- Timo Roosen (* 1993), Radrennfahrer
- Jeffrey Sparidaans (* 1993), Dartspieler
- Jackie Groenen (* 1994), Fußballspielerin
- Reno de Hondt (* 1995), Eishockeyspieler
- Sam Oomen (* 1995), Radrennfahrer
- Joep de Mol (* 1995), Hockeyspieler
- Sam Lammers (* 1997), Fußballspieler
- Bram Welten (* 1997), Radrennfahrer
- Jonne de Bonth (* 1998), Eishockeyspieler
- Roshon van Eijma (* 1998), Fußballspieler
- Friso Emons (* 1998), Shorttracker
- Joris van Gool (* 1998), Leichtathlet
- Thomas Kok (* 1998), Fußballspieler
- Wouter Sars (* 2000), Eishockeyspieler
- Arjan Versteijnen (* 2000), Handballspieler
- Björn Hardley (* 2002), Fußballspieler

Aus Tilburg stammen auch die Bands Krezip, Textures und VOF de Kunst.